# Plan Voisin

Le Corbusier, Modello del Plan Voisin mostrato al Padiglione dell'Esprit Nouveau,1925, Parigi.

Il Plan Voisin è una soluzione urbanistica per il centro di Parigi, progettata tra il 1922 e il 1925 da Le Corbusier e presentata in occasione dell'Esposizione internazionale di arti decorative e industriali moderne di Parigi del 1925, nel Padiglione dell'Esprit Nouveau. Essa segna l'inizio di un progetto su cui l'architetto lavorerà sporadicamente fino alla metà del 1940. Partendo da questa riorganizzazione del centro della capitale, pone una revisione completa della organizzazione territoriale della Francia.
Il piano del 1925 sembra essere una trasposizione diretta della Ville contemporaine de trois millions d'habitants progettata nel 1922. Esso comprende gli edifici cruciformi e la loro disposizione in una griglia regolare ortogonale che occupa una parte molto importante della rive droite della Senna.
Lo spazio è altamente strutturato con due nuove arterie di traffico che trafiggono la città, una con orientamento est-ovest, l'altra nord-sud. Il loro ruolo non si limita all'organizzazione di Parigi, così come la grand croisé di Haussmann, ma passano attraverso le fortificazioni e le periferie, hanno l'ambizione di collegare la capitale in tutto il paese, alle grandi città francesi ed europee.
Il crocevia all'intersezione di queste due strade è fondamentale per il piano, il centro della città, nella Francia centrale. La questione della centralità del progetto è al centro di Le Corbusier. Si oppose l'idea di costruire una nuova città amministrativa in periferia (che è La Défense), e propone di costruire ai piedi di Montmartre, di fronte alla Ile de la Cité, il nuovo centro di comando che ritiene necessario per la vitalità del paese.